# Гай Витразий Полион (префект)
Гай Витразий Полион II (на латински: Gaius Vitrasius Pollio) e римски политик и сенатор през 1 век по времето на римския император Калигула (37 – 41).
Полион произлиза от патрицианската фамилия Витразии, клон Полион от Нурсия. Син е на Гай Витразий Полион († 32 г.), е който e префект на Египет през 31 – 32 г. по времето на император Тиберий (14 – 37).
През 39 – 41 г. Полион е префект на римската провинция Египет (praefectus Aegypti) след Квинт Невий Корд Суторий Макрон и е сменен от Луций Емилий Рект.